# 尼罗河
尼罗河是一条流經非洲東北部的河流，自南向北流贯蘇丹草原和撒哈拉沙漠注入地中海，全長6650千米，是世界上最長的河流，流域面積334.9萬平方公里，占非洲大陆面积的九分之一以上。尼羅河的名字來自古希臘語（Neilos），可能源於閃米特語詞根naḥal，意思是山谷或河谷，古埃及人稱這條河為Ar或Aur，指洪水泛濫時河流攜帶的沉積物的黑顏色。

## 流域
尼羅河流域北接地中海，東邊是紅海山地和埃塞俄比亞高原，在南邊是東非高原，西邊是與乍得盆地和剛果盆地之間不太明確的分水嶺，西北是撒哈拉沙漠。大約3000萬年前，早期尼羅河的源頭位於北緯18度至20度左右，主要源流可能是現在的阿特巴拉河。南面是巨大的内流盆地，包括已經消失的蘇德湖。大約2.5萬年前，維多利亞湖在北部溢出注入蘇德湖，隨著沉積物的長期積累，該湖水位逐漸上漲而向北溢出並乾涸，從而將從維多利亞湖到地中海的水系連接起來，形成了現代的尼羅河水系。
尼羅河的源頭是白尼羅河的源流卡盖拉河，卡盖拉河由源自布隆迪南部的鲁武武河和源自卢旺达西南部的尼亞巴隆哥河汇合而成，卡盖拉河沿盧旺達和坦桑尼亞邊界北流，至乌干达边境折向东注入维多利亚湖，湖水在現已被歐文瀑布大壩取代的歐文瀑布所在地流出維多利亞湖，經過一系列險灘和瀑布後從基奥加湖西流入艾伯特湖，再北流為杰贝勒河，冲积形成了蘇德沼澤，於马拉卡勒附近接纳支流索巴特河后稱白尼羅河，在苏丹喀土穆附近與发源于埃塞俄比亚高原西北部的塔纳湖的青尼罗河會合後始称尼罗河。
喀土穆以下的尼罗河流经气候干旱的热带沙漠，由于河床基岩软硬不同，形成一系列的瀑布和峡谷。在接纳阿特巴拉河後流量達到最大。自此往下因降水稀少，蒸发强烈，加上渗漏和灌溉用水，河水流量渐减。在第一瀑布处1971年建有阿斯旺高坝，形成纳赛尔水库。阿斯旺至开罗段切入砂岩和石灰岩地层，沿岸分布狭长的河谷平原，形成埃及的主要农业基地，开罗以下的河口段，河流分岔经拉希德和杜姆亚特两条河道入地中海，形成面積約2.4萬平方公里的尼羅河三角洲。

## 水文
青尼罗河、白尼罗河和阿特巴拉河分别提供尼罗河总流量的58％、28％和14％。洪水期青尼罗河占68％，白尼罗河占10％，阿特巴拉河占22％；枯水期青尼罗河占17％，白尼罗河占83％，阿特巴拉河断流。阿斯旺附近的年均流量为每秒2639立方米。入海年均流量每秒2300立方米，年径流量约725亿立方米。白尼罗河的洪水在四月開始影响南蘇丹，七月衣索比亞的雨水導致青尼羅河暴漲，隨後開始影響埃及，洪水峰值出現在九月中旬，在開羅則延遲到十月，十一月和十二月河水水位迅速下降，從三月到五月，河流的水位處於最低點。

## 利用
尼罗河流域是非洲人口最密集、经济最发达的地区之一，尼羅河下游谷地和三角洲是古埃及文明的发祥地，古代埃及人一直利用尼羅河洪水进行灌溉，自十九世紀年代中期以來開始建造常年灌溉系統，通過攔河壩使尼羅河的水位全年保持在足夠高的水平，以供上埃及谷地的常年灌溉，現代埃及96％的人口和大部分工、农业生产集中在尼罗河谷地和三角洲地区。
埃及1971年竣工的阿斯旺大壩蓄水量為480億立方米，足以攔截所有洪水供旱季使用。阿斯旺大壩的建設使埃及的耕地面積增加了約728,500公頃，並將約295,400公頃的土地轉為常年灌溉。位于青尼罗河和白尼罗河之间的杰济拉平原是苏丹最重要的农业基地，青尼羅河上的罗赛雷斯大坝和森納大壩為杰济拉平原的一萬多平方公里的農地提供灌溉用水。2011年，埃塞俄比亞開始在距離蘇丹邊界不遠的青尼羅河上修建復興大壩，引發埃及的強烈反對。

## 生態
流域内的熱帶雨林分佈於尼羅河與剛果河的分水嶺、部分維多利亞湖區和衣索比亞高原西南部，稀樹草原則覆蓋了衣索比亞高原和維多利亞湖區的大部分地區。蘇丹平原上主要是稀疏的灌木叢、多刺的樹木和開闊的草原，該地區在雨季時是沼澤地，特別是在南蘇丹中部的蘇德沼澤，從喀土穆向北則進入沙漠地帶。
大多數尼羅河魚類都是洄游魚類，許多在洪水季節在埃及河段覓食的魚群因為亞斯文大壩的建造已經減少或消失，分布於下游的尼羅河鱸魚重量可超過175磅，尼羅鱷在尼羅河流域的大部分地區都有發現，但尚未進入上游的湖泊，河馬曾經在整個尼羅河流域中很常見，現在只在蘇德沼澤和南部還有种群棲息。

## 文化
在埃及神话里，尼罗河从南的天国流下来，中间为地，北流到杜亚特。死者会搭乘拉的船，渡过杜亚特的尼罗河，到欧西里斯的法庭接受审理。尼罗河之神为哈比。而蘆葦地本身是沿着尼罗河从底比斯近郊至赫利奥波利斯的冥界。